# Uwe Ehlers
Uwe Ehlers (Rostock, 1975. március 8. –) egykori német labdarúgó, aki a német U21-es labdarúgó-válogatott hátvédje volt az 1996-os U21-es labdarúgó-Európa-bajnokságon. Jelenleg a Hansa Rostock második csapatának a másodedzője.

## Pályafutása
1993-ban debütált a Hansa Rostock első keretében. 116 bajnoki mérkőzésen 5 gólt szerzett a klub színeiben. 1999-ben a TSV 1860 München játékosa lett. Itt 42 Bundesliga mérkőzésen szerepelt a csapatban. 2003 nyarán az Augsburg csapatába igazolt, ahol 40 mérkőzésen szerepelt és 2 gólt szerzett. 2005 januárja és 2007 nyara között az Erzgebirge Aue együttesének volt a játékosa. Ezek után a Bundesliga 2-be frissen feljutott VfL Osnabrück klubjának lett a labdarúgója. Itt 5 mérkőzésen kapott lehetőséget és kiestek a harmadosztályba. A szezon végén visszatért a nevelőegyesületének a második csapatába. A csapat másodedzőjeként is tevékenykededett ezen időszakban, majd 2012-ben végleg felhagyott az aktív játékkal és a klubnál dolgozott mint másodedző.